# Kent Farrington
Kent Farrington (né le 28 décembre 1980 à Chicago, dans l'Illinois) est un cavalier de saut d'obstacles américain.
Il participe aux Jeux olympiques d'été de 2016 à Rio de Janeiro et à ceux de 2021 à Tokyo, dans cette discipline.

## Palmarès
- 2015 : Vainqueur du CHI de Genève dans l'épreuve 15th Rolex IJRC top 10 final avec Voyeur.
- 2014 : 3e place par équipes, aux jeux équestres mondiaux de 2014 en Normandie avec Voyeur.
- 2011: 1er par équipes, aux jeux panaméricains de 2011[2].